# Estadio Pío XII
El Estadio Pío XII (en italiano: Stadio Pio XII) es un estadio de fútbol ubicado en el municipio de Albano Laziale (Italia), al sur de la ciudad de Roma, y tiene una capacidad de entre 1500 y 2000 personas. Debe su nombre al fallecido papa Pío XII.
Aunque en realidad es un recinto multiusos, es usado principalmente para disputar partidos de fútbol, tanto para la Liga ACDV como para la selección de fútbol de la Ciudad del Vaticano. El estadio también es una de las sedes del club Associazione Sportiva Dilettante Albalonga, que juega en la liga italiana Eccellenza Lazio.
El primer partido registrado de la selección Vaticana tuvo lugar en este inmueble, fue el 0-0 contra Mónaco el 23 de noviembre de 2002.